# Gmina Miedziana Góra
Die Gmina Miedziana Góra ist eine Landgemeinde im Powiat Kielecki der Woiwodschaft Heiligkreuz in Polen. Ihr Sitz ist das gleichnamige Dorf mit etwa 2300 Einwohnern.

## Gliederung
Zur Landgemeinde (gmina wiejska) Miedziana Góra gehören folgende zehn Dörfer mit einem Schulzenamt:
Bobrza
Ciosowa
Kostomłoty Drugie
Kostomłoty Pierwsze
Miedziana Góra
Porzecze
Przyjmo
Tumlin-Podgród
Tumlin-Wykień
Ćmińsk

## Verkehr
Auf Gemeindegebiet liegt der Haltepunkt Kostomłoty der Bahnstrecke Warszawa–Kraków.